# Karang Agung (Jejawi)
Karang Agung is een bestuurslaag in het regentschap Ogan Komering Ilir van de provincie Zuid-Sumatra, Indonesië. Karang Agung telt 965 inwoners (volkstelling 2010).